# 木部町 (池田市)
木部町（きべちょう）は、大阪府池田市にある地名である。丁番をもたない単独町名である。郵便番号は 563-0014 である。当地域の人口は、2017年12月末時点で 1,161 人である（池田市市民生活部総合窓口課の資料による）。面積は、2018年3月末時点で 1.203 平方キロメートルである（池田市市長公室広聴文書課の資料による）。

## 地理
池田市の西部に位置する。北は、中川原町と接しており、東は、畑三丁目と接している。南は、五月丘五丁目、綾羽二丁目、新町と接しており、西は、古江町、兵庫県川西市と接している。
古江町との境を余野川が南西流しており、古江橋が架橋されている。川西市との境を猪名川が南流しており、新町との境の付近に絹延橋が架橋されている。当地域の西部を、国道173号および国道423号が通っている。畑三丁目との境を、五月山ドライブウェイが通っている。当地域は、池田市立ほそごう学園の校区に含まれる。

## 歴史
呉織と漢織が、この地で機を織り染色を行い、猪名川で水洗いをして、絹を川原で延べて日にさらしたことから、この地が絹舒里（きぬのべのさと）と呼ばれるようになり、これが略されて木部と呼ばれるようになったとされる。古墳時代の木部遺跡からは、土師器や須恵器が出土している。1042年（長久3年）の『摂州細川荘大絵図』によると、平安時代には既に、細川荘という荘園の中に木部の集落が存在していた。
江戸時代には摂津国豊島郡木部村として存在していた。江戸期以降、植木の栽培で知られ、とりわけボタンの栽培が多く行われている。生産された植木は、大坂の天満の植木商へ送られた。1871年（明治4年）、木部村が大阪府の所属となる。1889年（明治22年）、木部村が細河村木部となる。1935年（昭和10年）、細河村木部が池田町木部となる。1939年（昭和14年）、池田町木部が池田市木部となる。1944年（昭和19年）、池田市木部が池田市木部町となる。
1947年（昭和22年）、木部町、綾羽二丁目、五月丘五丁目、城山町および新町にまたがる土地に、五月山公園（五月山緑地）が開設される。1961年（昭和36年）3月、新宅児童遊園が開設される。1969年（昭和44年）、木部町、畑三丁目および中川原町にまたがる敷地に、五月山霊園が開設される。1972年（昭和47年）、一部が伏尾台一丁目に編入される。1978年（昭和53年）10月31日、永興寺の十一面観音立像が市の指定文化財に指定される。1982年（昭和57年）3月27日、伝承「唐船が淵」が市の指定文化財（史跡）に指定される。2020年（令和2年）1月、いちご狩り農園「いけだのいちご狩り屋さん」が571番地に開園される。

## 施設
- 木部公園[18]
- 新宅公園[18]
- 陽田北公園[18]
- 陽田南公園[18]
- 木部高架下第1公園[18]
- 木部高架下第2公園[18]
- 木部高架下第3公園[18]
- ファミリーマート 池田木部町店[19]
- 養庄園[20]